# Maladie de Buerger
 Mise en garde médicale
La maladie de Buerger ou thromboangéite oblitérante (à ne pas confondre avec la maladie de Berger), est une maladie survenant habituellement chez l'homme jeune dans un contexte d'intoxication tabagique importante.
C'est une artériopathie inflammatoire exclusivement distale, touchant et oblitérant les vaisseaux, artères et veines, de moyen et petit calibre. Il existe une composante génétique et ethnique. C'est une maladie relativement rare mais grave, représentant 1 à 2 % des artériopathies des membres inférieurs. Le sevrage tabagique total reste le seul moyen de limiter la progression de la maladie.

## Origine
Le nom de la maladie vient de Leo Buerger (en) chirurgien vasculaire qui en fit une première description en 1908,.
Au préalable le docteur Felix von Winiwarter (en) avait déjà donné des descriptions pathologiques de membres amputés dans des contextes ischémiques en 1879.
La toute première description de cette maladie vasculaire occlusive reviendrait au médecin allemand Carl Friedländer (en) en 1876.

## Épidémiologie
Cette maladie touche des personnes partout dans le monde mais sa prévalence est plus élevée dans le Moyen et l'Extrême-Orient qu'en Europe ou en Amérique du Nord.
La prévalence parmi les patients atteints d'artériopathie périphérique oscille entre des valeurs aussi basses que 0,5 % à 5,6 % en Europe de l'Ouest et des valeurs aussi élevées que 45 à 63 % en Inde, 16 à 66 % en Corée et au Japon, et 80 % chez les Juifs ashkénazes.
Cette maladie survient souvent chez l'homme jeune (avant 40-45 ans) mais elle peut également survenir à un âge plus tardif. Le sex-ratio est de 3 hommes pour une femme.
La prévalence semble augmenter chez la femme, possiblement en rapport avec une augmentation de la consommation tabagique féminine.

## Physiopathologie, étiologie
Les causes exactes de cette maladie restent inconnues, mais le rôle du tabac est prépondérant dans son déclenchement ou son évolution. Ainsi 95 % des patients atteints sont fumeurs. Des indices forts laissent penser qu'au Bangladesh, les bidis pourraient de ce point de vue être plus dangereuses que les cigarettes classiques (mais un biais est possible car ces sortes de cigarettes, dont le tabac n'est pas enroulé dans du papier mais dans des feuilles de tendu, sont principalement fumées par des populations pauvres, présentant de nombreux autres facteurs de risques ou prédisposant à la thrombose).
Différentes hypothèses ont été avancées, basées sur des avis d'experts et études scientifiques :
- Maladie génétique, une anomalie génétique prédisposant à la thrombose (facteur pro-thrombose) est fréquemment trouvée, mais pas toujours chez les patients victimes de la maladie de Buerger[6] ;
- Maladie auto-immune ;
- infectieuse ;
- intoxication par la cocaïne et/ou du cannabis, selon des indices qui s'accumulent depuis la fin des années 1990[7],[8],[9],[10],[11],[12] ;
- Un métalloïde toxique (l'arsenic) pourrait également être en cause ; B Noel remarque d'une part que l'incidence de la maladie de Buerger est en baisse depuis 1947 dans les pays occidentaux, mais non la mortalité due au tabagisme ; et d'autre part que dans plusieurs pays asiatiques l'incidence de la maladie de Buerger n'a pas diminué comme en occident. À Taïwan, la maladie du pied noir (forme endémique de thrombose vasculaire très proche ou similaire à la maladie de Buerger) est clairement liée à l'empoisonnement de l'eau par l'arsenic[13]. Un taux naturellement élevé d'arsenic dans l'eau est aussi constaté au Bangladesh et dans certaines régions d'Inde (où près de 50 % des habitants sont confrontés à un risque d'intoxication par l'arsenic, qui pourrait aussi expliquer la prévalence élevée de la maladie de Buerger dans ces régions. Des études toxicologiques et histologiques tendent à confirmer cette relation[14],[15] et des adultérations graves de tabac à fumer ou à mâcher (tabacs vendus en Inde notamment, dont la teneur en arsenic de 60 échantillons variait de 0.03 à 2.47 ppm (ug) d'arsenic par gramme de tabac sans différences entre tabacs à fumer ou à mâcher[16]) par de l'arsenic ont déjà été signalés ; En Inde, certaines marque de tabac l'ajoutent au tabac car il passe dans cette région du monde pour être un tonique général et un aphrodisiaque[16] ; De plus, chez les patients alcooliques, des taux importants d'arsenic ont été mesurés dans les biopsies de foie, et il a été montré que les alcools du sous-continent indien contiennent également souvent des quantités significatives à élevées d'arsenic[16]. En 2007, on ne parle plus d'indices mais de « preuves épidémiologiques »[17].

...mais le lien de causalité entre toutes les anomalies écoépidémiologiques et épidémiologiques retrouvées et la maladie n'est pas encore complètement éclairci.

## Diagnostic
Un tableau associant ischémie distale (liée à l'atteinte artérielle) et thromboses veineuses migratrices des membres chez un fumeur jeune, sans autre facteur de risque cardio-vasculaire, sans autre cause d'embolie artérielle ou de maladies entrainant des thromboses, doit faire évoquer le diagnostic de maladie de Buerger.
La présence d'ulcérations de la peau d'origine ischémique est présente dans les trois quarts des cas.
Il n'y a habituellement pas de syndrome inflammatoire biologique. La présence d'auto-anticorps anti cellule endothéliale (AECA) peut être retrouvée de manière inconstante.
Les explorations artériographiques, montrent une atteinte distale et non athéromateuse. L'aspect typique associe des occlusions distales avec une collatéralité en « virole » bien que cet aspect ne soit pas spécifique.
La biopsie vasculaire montre une relative intégrité de la paroi vasculaire avec un thrombus essentiellement cellulaire.

## Pronostic
L'espérance de vie n'est pas modifiée par la maladie, le pronostic est essentiellement fonctionnel, avec parfois nécessité de réaliser des amputations.

## Traitement
L'arrêt complet du tabac est la seule mesure efficace pour arrêter la progression de la maladie.
Les vasodilatateurs (inhibiteurs calciques type dihydropyridine et la pentoxyphilline) sont utilisés.
Les perfusions d'analogue de la prostacycline, l'iloprost ont une bonne efficacité symptomatique.
La sympathectomie (section d'un nerf sympathique d'un membre levant la vasoconstriction en distalité), pouvant être couplée à une chirurgie de pontage est une alternative thérapeutique.
Un traitement par transfert du gène du facteur de croissance endothéliale (injection intra musculaire) semble prometteur.